# Жарковы (деревня)
 Жарковы  — деревня в Афанасьевском районе Кировской области в составе Бисеровского сельского поселения.

## География
Расположена на расстоянии примерно 21 км на север по прямой от райцентра поселка  Афанасьево на правобережье реки Кама.

## История
Известна с 1873 года как деревня Верх-Зюзбинская (состояла из деревень Трошкины, Мироновы, Степины, Подерята, Жарковы, Нопины, Фомята), общее население 503 человека при 68 дворах, в 1905 учитывалась как деревня Жарковское с выселком Турушевским (14 дворов и 89 жителей), в 1926 году здесь было учтено 16 дворов и 67 жителей, в 1950 18 и 30. В 1989 году проживало 175 человек. Настоящее название утвердилось с 1978 года.  

## Население
Постоянное население составляло 183 человек (русские 100%) в 2002 году, 162 в 2010.